# Bollnäs-Tidningen
Bollnäs-Tidningen var en tidning i Bollnäs som kom ut  åren 1905 till 1952.
Tidningen startade med två provnummer 1905. Inledningshalvåret 1905 publicerades tidningen en gång i veckan, men redan andra året blev det tredagars utgivning. Så var det till 1948 då tidningen blev sexdagars fram till nedläggningen vid  årets slut 1952. 
Tidningen fullständiga titel var Bollnäs-Tidningen: Nyhets- och annons-blad för Hälsingland, inledningsvis stavat "Helsingland". 1948 ändrades titeln till Bollnäs-Tidningen: Daglig morgontidning för Hälsingland. Tidningen trycktes i enbart svart till 1952 då man kunde trycka två färger. Typsnittet var antikva. Tidningen trycktes i Bollnäs på eget tryckeri till 1951 då den trycktes i Hudiksvall. Redaktionen var hela tiden i Bollnäs. Närstående tidning 1951-1952 var Hudiksvalls Tidning. Från 1919 representerade tidningen Bondeförbundet men 1906-1912 var den frisinnad och 1912-1919 moderat. Priset för tidningen var första året 1 kr, sedan 4,50 då den blev tredagarstidning och 12 kr 1948 som sexdagarstidning. Till 1952 steg priset till 32 kr. Koreakriget orsakade en kraftigare inflation. Sidantalet i tidningen var 4-12, i början oftast 4 och i slutet oftare 12. Tidningens upplaga var inledande året 2000, som högst 4500 1930. Upplagan steg från 2000 till 4000 1948-1951 då tidningen blev sexdagarstidning.

## Ansvarig utgivare och redaktörer
| Period                 | Ansvarig utgivare         | Titel        | Period                 | Redaktör           |
| ---------------------- | ------------------------- | ------------ | ---------------------- | ------------------ |
| 1905-06-30--1912-07-24 | Larsson, Anders Johan     |              | 1905-06-22--1912-07-19 | Larsson, John      |
| 1912-07-25--1917-06-26 | Segersteen, Anders Gustaf | redaktören   | 1912-07-24--1917-05-09 | Segersteen, Gustaf |
| 1917-06-27--1931-10-21 | Carlson, Fran August      | boktryckaren | 1917-05-11--1917-08-01 | Ingen uppgift      |
| 1931-10-22--1936-03-01 | Röhstö, Lars Allan        | redaktören   | 1917-08-03--1919-03-26 | Feuk, Oscar F      |
| 1936-03-02--1952-12-31 | Linder, Per Sigfrid       | redaktören   | 1919-03-28--1926-09-01 | Werner, David      |
|                        |                           |              | 1926-09-03--1928-12-21 | Waldenström, Erik  |
|                        |                           |              | 1928-12-28--1931-10-16 | Mellquist, Sven A  |
|                        |                           |              | 1931-10-19--1936-02-27 | Röhstö, Allan      |
|                        |                           |              | 1936-02-28--1936-04-11 | Ingen uppgift      |
|                        |                           |              | 1936-04-15--1941-12-22 | Linder, S          |
|                        |                           |              | 1941-12-24--1950-10-20 | Häger, P. W.       |
|                        |                           |              | 1950-10-21--1951-06-06 | Norman, Arne       |
|                        |                           |              | 1951-06-15--1952-12-31 | Trolin, O.         |